# Nikolai Volkoff
Josip Hrvoje Peruzović (14. října 1947, Split – 29. července 2018), známý pod přezdívkou Nikolaj Volkoff, byl chorvatsko-americký profesionální zápasník z Jugoslávie. Proslavil se díky svému působení ve World Wrestling Federation, kde obvykle ztvárňoval sovětského záporáka.

## Kariéra
V 70. letech 20. století ztvárňoval Bepa z tag týmu zvaném Mongols. Později se zápasil s Brunem Sammartinem o titul mistra světa v těžké váze WWWF. V osmdesátých letech tvořil tag team s Iron Sheikem a vyhrál WWF Tag Team Championship na úvodní akci WrestleManie. Později vytvořil tým s Borisem Žukovem.
V roce 1990 začal vystupovat jako kladná postava a započal spor s Sgt. Slaughterem. V roce 1994 se připojil k týmu vedeném Tedem DiBiasem pojmenovaném Million Dollar Corporation.
Až do své smrti v roce 2018 pokračoval v zápasech v různých promotérských společnostech.

## Osobní život
V roce 1970 se seznámil se svou ženou Lynn a v témže roce získal americké občanství. Celý život se podílel na dobročinných akcí ve městě Baltimore County.
V roce 2006 neúspěšně kandidoval v marylandských republikánských primárkách na post státního delegáta v 7. okrsku (zastupující části Baltimoru a Harford County).

## Smrt
Zemřel ve svém domě 29. července 2018 ve věku 70 let. Několik dní předtím byl propuštěn z marylandské nemocnice, kde se léčil s dehydratací a dalšími zdravotními problémy.

## Úspěchy a ocenění
- Championship Wrestling from Florida
  - NWA Florida Tag Team Championship (1x)
- Georgia Championship Wrestling
  - NWA Georgia Heavyweight Championship (1x)
  - NWA Georgia Brass Knuckle Championship (1x)
  - NWA Macon Tag Team Championship (1x)
- National Wrestling Federation
  - NWF World Tag Team Championship (1x)
- Maryland Championship Wrestling
  - MCW Hall of Fame (Class of 2009)
- Mid-Atlantic Championship Wrestling
  - NWA Mid-Atlantic Tag Team Championship (1x)
- Mid-South Wrestling
  - Mid-South North American Championship (1x)
- New England Pro Wrestling Hall of Fame
  - (2013)
- North American Wrestling
  - NAW Heavyweight Championship (2x)
- Northeast Championship Wrestling (Tom Janette)
  - NCW Heavyweight Championship (1x)
- NWA Detroit
  - NWA World Tag Team Championship (1x)
- Pro Wrestling Illustrated
  - Ranked No. 134 of the 500 singles wrestlers in the PWI 500 in 1994
  - Ranked No. 136 of the top 500 singles wrestlers during the "PWI Years" in 2003
  - Ranked No. 96 of the 100 tag teams of the "PWI Years" with the Iron Sheik in 2003
- Universal Wrestling Association
  - UWA Heavyweight Championship (1x)
- World Wide Wrestling Alliance
  - WWWA Heavyweight Championship (1x)
- Summit Wrestling Association
  - SWA Heavyweight Championship (2x)
- World Wide Wrestling Federation/World Wrestling Federation/World Wrestling Entertainment
  - WWF Tag Team Championship (1x)
  - WWWF International Tag Team Championship (2x)
  - WWE Hall of Fame (2005)
  - Slammy Award (2x)
    - Most Ignominious (1986)
    - Best Personal Hygiene (1987)
- World Wrestling Association (Larry Sharpe)
  - WWA Heavyweight Championship (1x)

- Wrestling Observer Newsletter
  - Worst Tag Team (1988)